# 千歳市立千歳第二小学校
千歳市立千歳第二小学校（ちとせしりつ ちとせだいにしょうがっこう）は、北海道千歳市清流に所在する公立小学校。

## 沿革
年表
- 1920年（大正9年）- 根志越青年クラブを借用して千歳尋常小学校根志越分教場を設置[注 1][1][2]。
- 1924年（大正13年）- 千歳尋常小学校根志越特別教授場として設置[1][3]。
- 1946年（昭和21年）- 国民学校令施行により千歳第二国民学校に改称[1]。
- 1947年（昭和22年）- 学校教育法施行により千歳町立千歳第二小学校に改称[4]。
- 1958年（昭和33年）- 市制施行により千歳市立千歳第二小学校に改称。
- 1964年（昭和39年）- 新校舎完成し移転[4]。
- 1965年（昭和40年）- 体育館完成[4]。
- 1966年（昭和41年）- 泉郷小学校を統合[4]。
- 1984年（昭和59年）- 読書指導で学習研究社教育賞を受賞[2]。
- 1985年（昭和60年）- 校舎増築工事完了（理科室増築、保健室移転など）[2]
- 1987年（昭和62年）- 花壇造成などの前庭整備完了[2]。
- 1988年（昭和63年）- 郷土資料室を開設[2]。
- 1991年（平成3年）- 理科室・体育館完成、郷土資料室を仮設校舎に移設[2]。
- 1992年（平成4年）- 校舎防音改修工事完了[2]。
- 1995年（平成7年）- 校舎改築工事完了（図書室、コンピュータ室、音楽室）、学校教育目標を改定[2]。
- 1997年（平成9年）- トイレ増設工事完了、西玄関新設、郷土資料室を閉鎖[2]。
- 1998年（平成10年）- コンピュータ室の普通教室の改装工事完了、新グランド完成[2]。
- 1999年（平成11年）- 校舎増改築工事完了（普通教室、保健室、多目的ホールなど）[2]
- 2002年（平成14年）- 英会話授業開始[2]。
- 2003年（平成15年）- 少人数指導開始[2]。
- 2004年（平成16年）- 校舎増築工事完了（普通教室6、視聴覚室、理科室）、図書室新設[2]。
- 2006年（平成18年）- 二学期制実施[2]。
- 2008年（平成20年）- 二学期制移行[5][6]。
- 2016年（平成28年）- 体育館非構造部材耐震改修工事完了、旧校舎西側ボイラー工事完了[2]。
- 2022年（令和4年）- 特別支援学級を新設[2]。

## 教育目標
- 「確かな学力」よく考え、進んで学習する子[7]。
- 「豊かな心」明るく、思いやりのある子[7]。
- 「健やかな体」粘り強く、たくましい子[7]。

## 通学区域
通学区域は以下の通り。
- 幸福
- 泉郷
- 中央
- 清流1丁目の一部
- 清流2丁目 - 8丁目
- 根志越の一部
- 都の一部
- 祝梅の一部

## 進学先中学校
- 千歳市立富丘中学校
- 千歳市立青葉中学校

## 交通アクセス
鉄道
- JR千歳線千歳駅東口より、徒歩36分。

バス
- 北海道中央バス 稲穂団地線「清流3」停留所下車、徒歩9分[9]。